# Lliga catalana de bàsquet femenina 2021-2022
La XXXIII Lliga Nacional Catalana Femenina 2021 fou la trenta-tresena edició de la Lliga catalana de bàsquet. La competició se celebrà el 12 de setembre de 2021 al Pavelló Nou Congost de Manresa, amb les restriccions de públic i els protocols sanitaris pel risc de contagi del COVID-19. Hi participaren l'Spar Girona, vigent campió, i el Cadí la Seu, disputant la dotzena final consecutiva entre gironines i alt-urgellenques.
Es proclamà campió el Cadí la Seu, que guanyà el seu quart títol. Individualment, destacà l'actuació l'aler pivot navarresa Irati Etxarri amb 16 punts, 7 rebots i 23 de valoració, que fou escollida MVP. La màxima anotadora del partit fou Julia Reisingerova amb 19 punts.
La final fou retransmesa en directe pel canal Esport3. El matx tingué la presència de la Presidenta del Parlament de Catalunya, Laura Borràs, i la Secretària General de l’Esport de la Generalitat, Anna Caula, el president de la Federació Catalana de Basquetbol, Ferran Aril, i els alcaldes de les diferents localitats catalanes, Marta Madrenas (Girona), Jordi Fàbrega (la Seu) i Marc Aloy (Manresa).

## Final
| En negreta = Equip guanyador Pts = Punts Rebs = Rebots Assis = Assistències Val = Valoració Nota: Noms dels equips segons l'època |

| 12 de setembre de 2021 12:00 Acta | Cadí la Seu                                                                    | 69–65 | Spar Uni Girona                                                           | Pavelló Nou Congost, Manresa Àrbitres: Sandra Sánchez, Eva Aresté i Eduard Colomer |
| 12 de setembre de 2021 12:00 Acta | Resultats per quarts: 18-22, 17-9, 15-14, 19-20                                |       |                                                                           | Pavelló Nou Congost, Manresa Àrbitres: Sandra Sánchez, Eva Aresté i Eduard Colomer |
| 12 de setembre de 2021 12:00 Acta | Pts: Reisingerova 19 Rebs: Labuckienė 6 Assist: Gardner 4 Val: Reisingerova 15 |       | Pts: Peña 18 Rebs: Lukacovicova, Etxarri 7 Assist: Peña 4 Val: Etxarri 23 | Pavelló Nou Congost, Manresa Àrbitres: Sandra Sánchez, Eva Aresté i Eduard Colomer |

| Cadí la Seu | Spar Uni Girona |

| #            | Jugadora             | Pts | Rbs. | Ass. | Val. |
| ------------ | -------------------- | --- | ---- | ---- | ---- |
| 4            | Laia Raventós        | 13  | 1    | 2    | 13   |
| 5            | Montserrat Brotons   | 4   | 1    | 0    | 1    |
| 6            | Klaudia Lukacovicova | 2   | 7    | 0    | -1   |
| 7            | Mikayla Pivec        | 6   | 6    | 3    | 8    |
| 8            | Irati Etxarri        | 16  | 7    | 3    | 23   |
| 9            | Laura Peña           | 18  | 5    | 4    | 18   |
| 10           | Karline Pilabere     | 1   | 2    | 0    | -4   |
| 11           | Ariadna Pujol        | N/D | N/D  | N/D  | N/D  |
| 13           | Sonia García         | 0   | 0    | 0    | 0    |
| 14           | Paula Strautmane     | 6   | 5    | 2    | 9    |
| 22           | Laia Ribes           | N/D | N/D  | N/D  | N/D  |
| 24           | Gala Mestres         | N/D | N/D  | N/D  | N/D  |
| 42           | Jewel Tunstull       | 3   | 4    | 0    | -5   |
| Equip        | Equip                | 0   | 3    | 0    | 0    |
| Total        | Total                | 69  | 41   | 14   | 65   |
| Entrenador   |                      |     |      |      |      |
| Bernat Canut |                      |     |      |      |      |

| Campió de la Lliga Catalana 2021-2022 |
| ------------------------------------- |
| Cadí la Seu Quart títol               |
| MVP                                   |
| Irati Etxarri                         |

| #            | Jugadora           | Pts | Rbs. | Ass. | Val. |
| ------------ | ------------------ | --- | ---- | ---- | ---- |
| 1            | Astou Traoré       | 2   | 1    | 0    | -6   |
| 2            | Binta Drammer      | 10  | 3    | 1    | 4    |
| 3            | Laia Palau         | N/D | N/D  | N/D  | N/D  |
| 6            | Frida Eldebrink    | N/D | N/D  | N/D  | N/D  |
| 8            | María Araújo       | N/D | N/D  | N/D  | N/D  |
| 10           | Laia Flores        | 14  | 2    | 1    | 11   |
| 11           | Iho López          | N/D | N/D  | N/D  | N/D  |
| 12           | Júlia Soler        | 8   | 3    | 0    | 5    |
| 13           | Claudia Acin       | N/D | N/D  | N/D  | N/D  |
| 14           | Berta Ribas        | 0   | 0    | 1    | 1    |
| 35           | Rebekah Gardner    | 8   | 2    | 4    | 9    |
| 44           | Julia Reisingerova | 19  | 5    | 0    | 15   |
| 77           | Giedrė Labuckienė  | 4   | 6    | 1    | 13   |
| 89           | Faustine Parra     | 0   | 1    | 0    | -3   |
| 99           | Claudia Moreno     | N/D | N/D  | N/D  | N/D  |
| Equip        | Equip              | 0   | 5    | 0    | 0    |
| Total        | Total              | 65  | 28   | 8    | 54   |
| Entrenador   |                    |     |      |      |      |
| Alfred Julbe |                    |     |      |      |      |